# 九州地方のローカルヒーロー一覧
九州地方のローカルヒーロー一覧（きゅうしゅうちほうのローカルヒーローいちらん）は、九州地方を拠点とするローカルヒーローの一覧記事。

## テレビ番組
- 2020年4月より6月まで九州朝日放送にて「ドゲンジャーズ」が放送[1]された。

## 一覧

### 福岡県
- ブレイブチームナッカマン - 中間市の行政公認キャラクターに認められたヒーロー。2012年10月に地域活性化を目的に誕生。ナッカマン・コア、ナッカマン・オーバー、隊長のナッカマン・スペリオール、見習いのナッカマン･コークスの4人組。武力によって中間市統一を狙うアーマ・ガンから中間市を守っている。
- 水を愛するアクアキング - 春日市の温水プールのヒーロー。プールの安全やマナーを守るために頑張っている。
- チャリ・エンジェルズ - 福岡市で活動するスーパーヒロイン3人組。天神駅の放置自転車を無くそうという運動から生まれた。
- ジェイシーライダー - 直方市の「のおがた夏まつり」、「JCまつり」に毎年出演のローカル・ヒーロー。（一社）直方青年会議所（JC）の地域貢献・青少年育成をテーマに活動。ウィズダム、ブレイブ、パッションの3人の他、2009年よりヴェルデが登場。2010年には創立55周年記念事業として『ジェイシーライダー THE MOVIE』を作製。上映会を行い、その後地域の施設にDVDを配布。
- キタキュウマン - 北九州市に2013年誕生。地域活性化を目的としており、体が硬いのでアクションはしたくないとのこと[1]。
- クロフネマン - 北九州市のダークヒーロー。2014年3月30日に現れた。虐待防止など福祉PRや地域活性化を目的としており、ギャクタイジュー率いる闇のギルド教団から子供達や高齢者を守っている[2]。
- 分別戦隊ワケルンジャー - 久留米市のローカル戦隊。ゴミの分別活動が目的。
- グラスサイダー - 福岡市中央区。福岡市立草ヶ江小学校PTAの「おやじ組」が企画。肩から胸を覆う金色のプロテクターは、同小の校章をかたどっている。「学校の精霊」という設定。日本初のご校区ヒーローであり、また、日本初のPTA役員ヒーローでもある。
- 門司港バナナマン - バナナの叩き売り発祥の地である門司港のバナナPRが目的で像がある[3]。
- 九産ライダー - 九州産業大学のヒーロー。ヒーローも悪役も毎年秋に新しくなる。
- 朝倉戦隊サンレンジャー - 朝倉市・朝倉郡のヒーロー。地域のお祭りを盛り上げるのが目的。ワルカモネ軍団の魔の手から子ども達を守る。名前の由来は朝倉市の観光名所「三連水車」。
- ウリタインジャー - 福岡市の代々木アニメーション学院福岡校の生徒が企画したローカルヒーロー。
- 博神バリスガー -　福岡のご当地ヒーロー福岡中心部をメインに活動。
- 吹王火剣フクオカリバー[1] - 福岡県のご当地ヒーロー。福岡県全域にてヒーローショーを行っている。『ドゲンジャーズ』登場に際し、スーツが一新された[1]。
- 修羅王丸 - 福岡県の悪の忍者。九州や日本各地をさすらう「筑前忍八剣衆」の元締。小倉城公認アンバサダーでもある。
- ヤバイ仮面 - ヒーローショーの悪役に特化した企業、株式会社悪の秘密結社のキャラクター。官民、企業のキャラクター達のヒーローショーを作り、活用する事業を行っている。
- メンタル戦士サイコロ - 精神保健福祉士(PSW)が、みんなの精神と心のパワーで変身。精神と心を壊すものは許さない。
- 万日剛健 魅名月 - 長身なスポーツトレーナーが気合でヒーローに変身した。
- ガンバ李 - 粕屋町のご当地ヒーロー。ゴジラ FINAL WARSでガイガンのスーツアクターを務めた吉田和宏が演じる。
- ばってんジャー　宇美町のご当地ヒーロー。親子でやっていて、衣装はすべて息子さんの手作り。
- 修験戦士·ヒテン-添田町の英彦山を中心に活動する半天狗のヒーロー、目標は筑豊を代表するローカルヒーローとのこと
- 紫の戦士チクシノマン - 筑紫野市のローカルヒーロー。筑紫地域(主に筑紫野市)の活性化を目指し、PR活動やイベントへの参加、子ども食堂や児童福祉施設等への訪問活動等を行う。

### 佐賀県
- マツバライザーK - 佐賀市にある松原神社で生まれた、河童のヒーロー。佐賀藩初代藩主鍋島直茂とカッパのひょうすべ一族との約束を守るため、現代によみがえった。佐賀県だけに留まらず福岡県や長崎県にも出没。マツバラは松原神社は虹の松原、生の松原など日本中のマツバラにかかっている。KはカッパのK。
- 熱風!なつレンジャー - 佐賀市久保田町のヒーロー。当初はイラストのみだったが、2007年に実写版が登場。
- さがっこ戦隊シチケンジャー - 佐賀地方検察庁によるローカル戦隊。
- 葉隠忍者頭目 剣源蔵 - 嬉野市肥前夢街道の忍者の頭目、肥前夢街道をPRするため、他のローカルヒーローと戦っている。
- 食育戦士G(ガバイ)ウマカバン - 佐賀市を中心に活動している食育のために戦うヒーロー。アクションよりもコミカルでわかりやすいことを重視し、子どもたちが楽しく食育を学べるショーを行っている。キャラクターが多彩。
- 葉隠忍者ヒゼン - 「忍道と云ふは生きることと見つけたり」佐賀ないし嬉野市の非公認ローカルヒーロー。佐賀忍者と佐賀の素晴らしさを世界にPRすることが目的。嬉野デザインウィークで開催された忍者デザインアワード2019の優秀作品50点のひとつ[4]。
- 参鬼超神ヨウキ–平成の世に解かれた三体の鬼を自らの身体に封印し、封印を解呪する事でヨウキ炎武・ヨウキ風妃・ヨウキ水龍となり強大な敵と闘う。日本全国の子供たちの笑顔と地域の活性化を図る為、佐賀県みやき町を拠点に福岡、熊本、果ては大阪にまでも幅広く活動している。

現実の話しや歴史を織り込んだストーリーは未だ未公開ながらも特撮映像化を計画している。

### 長崎県
- リズム戦隊メロディアス - 長崎県立大学のよさこいチーム（部活動）で、たくさんの人達によさこいの魅力を広めるために、佐世保市を中心に活動している。
- かわたな戦隊クジャクマン - 東彼郡川棚町のご当地ヒーロー　レッド・ホワイトの2人編成からブルー・ピンクの加入を経て4人へ。2012年5月5日をもって引退。
  - かわたな戦隊クジャクマンZ - かわたな戦隊クジャクマンの引退にともない2012年8月14日より活動中。ファイヤー【赤】オーシャン【青】フラワー【黄】の３人にシャドウ【黒】・ハリケーン【緑】が加入し、オーガー率いる悪の組織【チョバーズ】と戦う。

### 熊本県
- グランパワーヒノクニ - 菊池郡大津町矢護川から生まれたヒーロー。熊本の自然と未来を守るために、グジャッペ軍団と戦う。
- ジュグリッター　- 人吉球磨地方(人吉市)のローカル戦隊。
- 肥後ブレイブユカキ -
- 商工宣隊ウトレンジャー - 宇土市商工会青年部が企画した。地元の名産小袖餅を食べると戦闘能力がUPする。
- 鹿王（ガオウ） - 熊本県山鹿市のご当地ヒーロー。二本の鹿の角と山鹿市の伝統工芸である山鹿灯籠を模した金色の鎧が特徴。テレビ出演やショーなど積極的に活動している。
- 赤馬戦士ゼンタ - 熊本市で活動中のヒーロー。熊本のプロサッカーチームである ロアッソ熊本のホームゲームによく現れるが、チームの公式なヒーローではない。2018年5月11日に熊本市内で起こった飲酒運転事故によって高校生が犠牲になったことを受け、飲酒運転撲滅のための活動も行なっている。現在活動を休止中。
- アース戦士ジオンガ - 阿蘇郡南阿蘇村で生まれたヒーロー。「火山灰まきたろう」、「ステップふみお」、「水の場所きくぞう」といったユニークな敵キャラと戦い、阿蘇を守る。土、日、祝に「南阿蘇ホリデーパーク」でショーを開催していた。活動終了。
- 水ト炎ノ戦士ソルディア - クラウドファンディングで初期費用を募り2021年9月の活動開始直後に仮面ライダーゼロワンに酷似しているのを指摘され、活動休止を発表[5]。

### 大分県
- パワーシティオーイタ - 県内全域で活躍するヒーロー。エネルギー体「キョードアイ」から誕生。

### 宮崎県
- 人権戦隊ジンケンジャー - 宮崎県人権啓発協会が運営するローカル戦隊（ただし、その正体は人権問題に関わる我々自身であるという設定）。いじめや差別、偏見をなくすための啓蒙活動を行う。テレビCMが中心。
- カグライダー - 宮崎市のヒーロー。NPO法人宮崎文化本舗が企画した。
- 花の妖精ミィヤ - みやざきフラワーフェスタ2007の開催にあわせて誕生した、ミィヤとサキーラという名前の花の妖精。2022年に実写化。県内のイベントなどに積極的に参加しているほか、自身のホームページの更新に余念がない。テーマ曲は、影山ヒロノブが制作・歌唱。
  - 天尊降臨ヒムカイザー  - 宮崎県（ひむかの国）を舞台にしたローカルヒーロー。神話の伝承が薄れたことで復活した悪の軍団「オッタマゲート」を退治する正義の味方。夜神楽の演目と同じ33種の必殺技で敵を倒し、ピンチのときは八百万（やおよろず）の神を呼び寄せる。

### 鹿児島県
- 時空機動隊ハヤト時空機動隊INDEX - ウェイバックマシン（2008年12月4日アーカイブ分） - 鹿児島県で地球温暖化防止活動の普及啓発と実践の促進に努めている。
- 離島閃隊タネガシマン - 主に種子島（中種子町）を中心に活動。ローカル戦隊ヒーローの草分け的存在で、活動開始は1999年。2014年から「戦隊」ではなく「閃隊」と名乗るようになった。
- オモチャキッド - 鹿児島市発の玩具の楽しさを伝える事を目的としたヒーロー。南日本放送でミニ特撮番組『オモチャキッド』『オモチャキッドDX』が放映。日本で初めて自主制作による2年に渡るレギュラー放送を実現した。企画・制作のアドベンチャー側ではこのキャラクターのジャンルをインディーズキャラクターと呼称し、原則的にローカルヒーロー扱いとしていない。

- アイラ仮面 - 姶良市のヒーロー。
- キャプテン☆クロブタ - 黒豚消費拡大のために企画された。
- 甑戦士ヴェルター（こしきせんし-） - 下甑村。
- 薩摩剣士隼人 - 『敬天愛人』をテーマに、鹿児島を元気にみんなで作り上げるというコンセプトで作られたヒーロー。2011年10月2日よりテレビ番組がスタート。
- 鹿児島黒牛 ギュージンガー・ブラック - 鹿児島黒牛の認知度アップのために生み出されたヒーロー。
- 光神戦士NEWエクス - 感情をモチーフにしたヒーロー。ドゲンジャーズに出演。
- じゃんけんマン - 鹿児島県を中心に活動するヒーロー。じゃんけんのチョキの手の形を模した被り物をしている。